# Елефант бјут (језеро)
Елефант бјут (језеро) (енгл. Elephant Butte Lake) је вештачко језеро у Сједињеним Америчким Државама. Налази се на територији америчке савезне државе Нови Мексико. Површина језера износи 148 km².